# Procédé Thomas
Vous lisez un « article de qualité » labellisé en 2013.

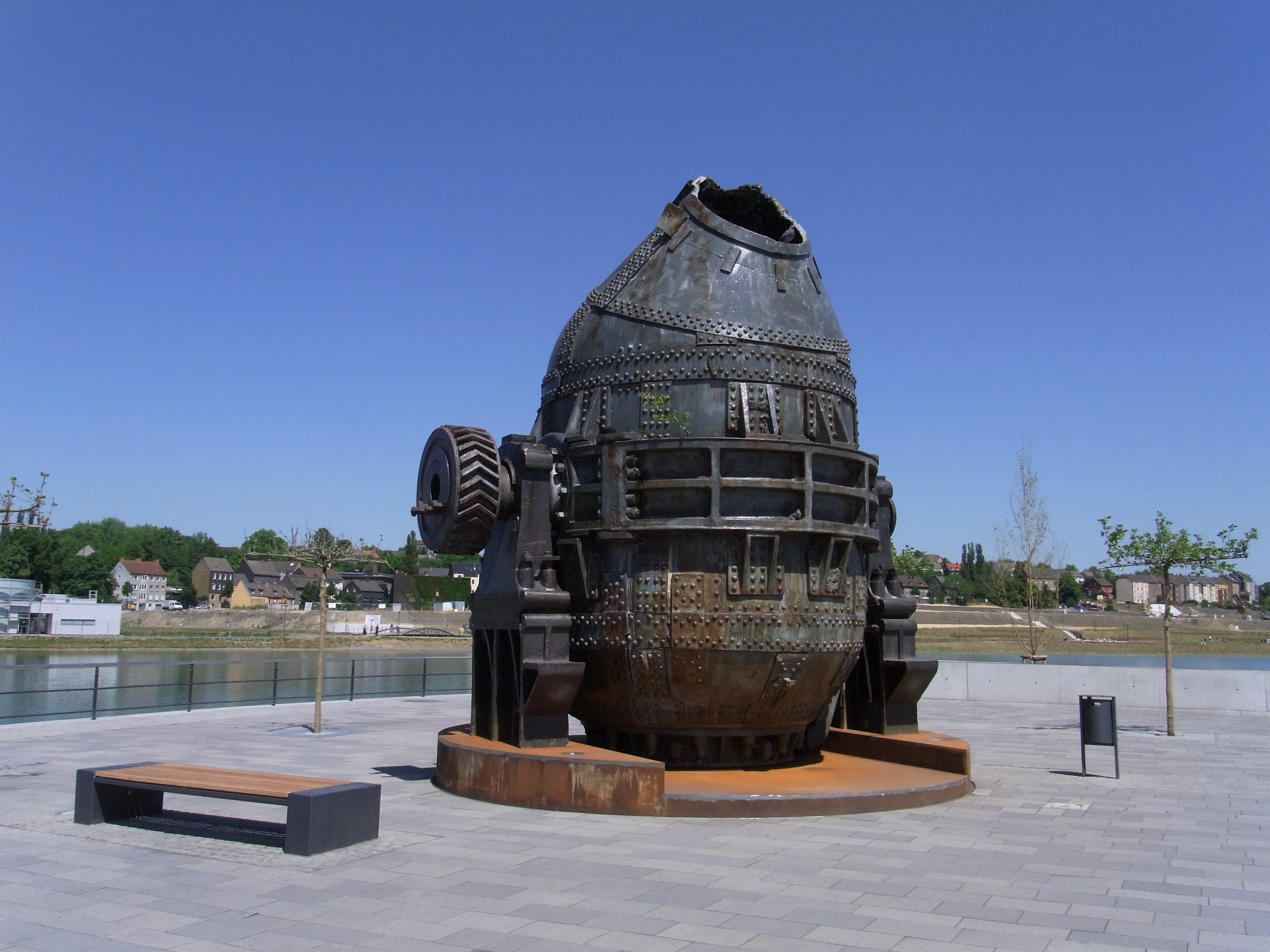
Convertisseur Thomas opérationnel de 1954 à 1964, à Dortmund, Allemagne. La cornue seule pèse 68 tonnes.

Le procédé Thomas ou procédé Thomas-Gilchrist est un procédé historique d'affinage de la fonte brute, dérivé du convertisseur Bessemer. Il porte le nom de ses inventeurs qui le brevettent en 1877 : Sidney Gilchrist Thomas et son cousin Percy Carlyle Gilchrist. En permettant l'exploitation du minerai de fer phosphoreux, le plus abondant, ce procédé permet l'expansion rapide de la sidérurgie hors du Royaume-Uni et des États-Unis.
Le procédé diffère essentiellement de celui de Bessemer par le revêtement réfractaire du convertisseur. Celui-ci, en étant constitué de dolomie cuite avec du goudron, est basique, alors que celui de Bessemer, constitué de sable damé, est acide. Le phosphore, en migrant du fer vers les scories, permet à la fois l'obtention d'un métal de qualité satisfaisante, et de phosphates recherchés comme engrais.
Après avoir notamment favorisé la croissance spectaculaire de la sidérurgie lorraine, le procédé s'efface progressivement devant le convertisseur Siemens-Martin avant de disparaître vers le milieu des années 1960 : avec la mise au point de la liquéfaction des gaz, l'utilisation d'oxygène pur devient économique. Même si les convertisseurs modernes à l'oxygène pur opèrent tous avec un milieu basique, leurs performances comme leur conduite n'ont plus que peu de rapport avec leur ancêtre.

## Genèse

### Bessemer et le phosphore de la fonte
Lorsqu'il annonce la découverte de son procédé à Cheltenham, le 13 août 1856, Henry Bessemer affirme que le brassage simultané du laitier et du métal rend son procédé capable d'ôter « le soufre et toutes les matières volatiles qui s'attachent si intimement au fer ». Cependant, les quelques maîtres de forges qui ont acheté le droit de fabriquer de l'acier Bessemer constatent vite que le fer obtenu est souvent inapte aux applications les plus exigeantes, le qualifiant même de « pourri à chaud et de pourri à froid ». Pour étouffer l’affaire et se donner le temps de déterminer l’origine de cette mauvaise qualité, Bessemer rachète immédiatement les droits de ses associés. Mais les constats d'échec se multiplient et l'affaire s'ébruite jusque dans la presse. Recherchant soigneusement l'origine de la mauvaise qualité du fer obtenu avec certaines fontes, il constate que « la fonte brute britannique contient de façon abondante cet ennemi mortel, le phosphore ».
Le fer, lorsqu’il contient plus de 3 ‰ de phosphore, devient en effet cassant. Alors que le puddlage permet de déphosphorer la fonte, le procédé de Bessemer n’a aucune influence sur cet élément. La recherche d’une amélioration capable d’ôter le phosphore mobilise l’énergie de Bessemer pendant plusieurs années. Mais, après la dépense de plusieurs milliers de livres sterling en expérimentations diverses, il ne trouve pas de solution pour l'éliminer. Les essais d'enrichissement de l'air avec des éléments plus réactifs (avec, entre autres, le monoxyde de carbone et des hydrocarbures) pour rendre le procédé compatible avec les fontes phosphoreuses au coke, échouent tous.
Faute de solution, Bessemer se résout à limiter son procédé à l'affinage de fontes suédoises au charbon de bois et de quelques fontes hématites anglaises, élaborées à partir de minerais sans phosphore. Le procédé reste rentable car son efficacité compense le coût plus élevé des fontes de qualité. Il n'est guère prisé qu'aux États-Unis, en Grande-Bretagne et, dans une moindre mesure, en Suède, les seuls pays dont la production sidérurgique décolle.

### Réactions chimiques de déphosphoration
À température ambiante, le phosphore s'oxyde pour former, en solution aqueuse, l'acide phosphorique H3PO4. L'anion orthophosphate PO43− se forme au cours de la réaction suivante :
          
2 P + 5 O + 3 O2−  {\displaystyle \rightleftharpoons }  2 PO43−

Pour favoriser la formation de cet oxyde, il faut donc :
- une activité en oxygène élevée : le milieu doit être oxydant[note 1] ;
- une activité de l'anion O2− élevée : le milieu doit être très basique ;
- une activité de l'anion PO43− faible : le composé formé doit donc être rapidement fixé par un cation comme le Ca2+, le Mn2+[note 2], le Mg2+, le Na+…

À haute température, la forme anhydre de cet oxyde acide est le pentoxyde de phosphore P2O5, qui se forme au cours de la réaction suivante :
          
2 P + 5 O  {\displaystyle \rightleftharpoons }  P2O5

Toutefois, comme le montre le diagramme d'Ellingham, cet oxyde de phosphore est décomposé par le fer suivant la réaction :
          
P2O5 + 5 Fe → 2 P + 5 FeO            dès que T > 1 280 °C,.

Si la déphosphoration au puddlage, qui opère sur du fer à relativement basse température, n'est que peu pénalisée par cette réaction, il n'en est pas de même dans un convertisseur. En effet, la température y est beaucoup plus élevée car, en fin de soufflage, elle correspond au moins à celle du fer en fusion (1 535 °C). Pour s'affranchir de cette réaction, il faut qu'un oxyde basique se combine avec le P2O5 dans le laitier dès son apparition. On parvient ainsi à la fois à stabiliser le phosphore sous une forme oxydée, et à diminuer l'activité du P2O5 de façon à favoriser sa formation.
Dans le cas où la base présente dans le laitier est de la chaux, la réaction s'écrit :
          
2 P + 5 FeO + n CaO → n CaO·P2O5 + 5 Fe            avec n = 3 ou 4 en présence d'un excès de chaux,.

### Premiers essais
L'oxyde de phosphore est donc un acide qui ne peut être extrait de la fonte que s'il est fixé par une scorie basique. Un certain John Heaton réussit à partir de 1866 à déphosphorer de la fonte liquide en employant du nitrate de sodium (NaNO3 se décomposant à haute température en Na2O et NO2) mais « l'opération était si difficile à contrôler, et les coûts si importants que la méthode dut être abandonnée alors que de grands espoirs s'étaient fondés sur sa réussite ». Le métallurgiste français Gruner, qui recense les procédés de déphosphoration, rejette l'emploi d'alcalins qui, s'ils fluidifient le laitier et augmentent sa réactivité, dégradent les réfractaires. Les oxydes de calcium et de magnésium restent alors les seuls corps susceptibles de fixer économiquement le pentoxyde de phosphore.
Si on admet qu'un milieu oxydant et basique est nécessaire pour former un phosphate, il faut s'assurer que celui-ci le reste. La fonte est fortement oxydée par le procédé Bessemer, mais il faut attendre la disparition complète du silicium, du carbone et du manganèse pour disposer d'une activité en oxygène libre satisfaisante. Quant à l'obtention d'un milieu basique, elle est incompatible avec le garnissage du convertisseur Bessemer : la silice qu'il contient est immédiatement absorbée par le laitier basique, détruisant à la fois le réfractaire et la basicité du laitier.
En 1872, le métallurgiste Snelus brevette l'usage de la chaux pour constituer un laitier basique. Il expérimente un laitier synthétique à base de chaux et d'oxydes de fer, dans un convertisseur maçonné avec des briques en chaux magnésienne cuites à très haute température, et parvient à déphosphorer de manière satisfaisante quelques quintaux de fonte. Mais les briques utilisées sont coûteuses et Snelus communique peu sur ses essais,,. De plus, le caractère hygroscopique de ce produit le rend inutilisable dans les convertisseurs de l'époque.
En 1875, Gruner, en résumant les difficultés, entrevoit la solution :
« La chaux et la magnésie, aussi infusibles que l'alumine, peuvent également faire office d'agent réfractaire… [Mais] ces bases fortes s'unissent à la silice et forment avec l'argile, des silicates doubles ou multiples faciles à fondre. Dans ces conditions, ce seraient de mauvais revêtements réfractaires…

La forte affinité des deux bases pour les acides, nuisible lorsqu'il s'agit d'un élément siliceux, peut être utile à d'autres points de vue. En voici un exemple : lorsqu'une fonte de fer phosphoreuse est soumise à l'affinage, il se produit un phosphate de fer qui, sous l'influence combinée de la silice, du fer ou du charbon, est facile à ramener à l'état de phosphure, tandis qu'en présence de la chaux ou de la magnésie, il tend à se former des phosphates plus stables. Il faut donc se servir de ces deux bases dans les opérations où l'on se propose d'affiner des métaux bruts.

Malheureusement leur emploi offre certaines difficultés. Le carbonate de chaux est décomposé par la chaleur ; la chaux vive absorbe l'humidité et tombe en poudre… Le jour où l'on met hors feux, la chaux fuse et tombe en poudre. La magnésie conviendrait mieux, parce qu'elle ne se délite pas à l'air ; malheureusement le carbonate de magnésie est une rareté minéralogique. Peut-être pourrait-on avoir recours à la dolomie, le carbonate double de chaux et de magnésie? La dolomie, cuite à haute température, surtout si elle contenait assez d'argile pour se fritter un peu, résisterait mieux que la chaux pure à l'action de l'air humide. »
— E.-L. Grüner, Traité de métallurgie

### Mise au point du réfractaire

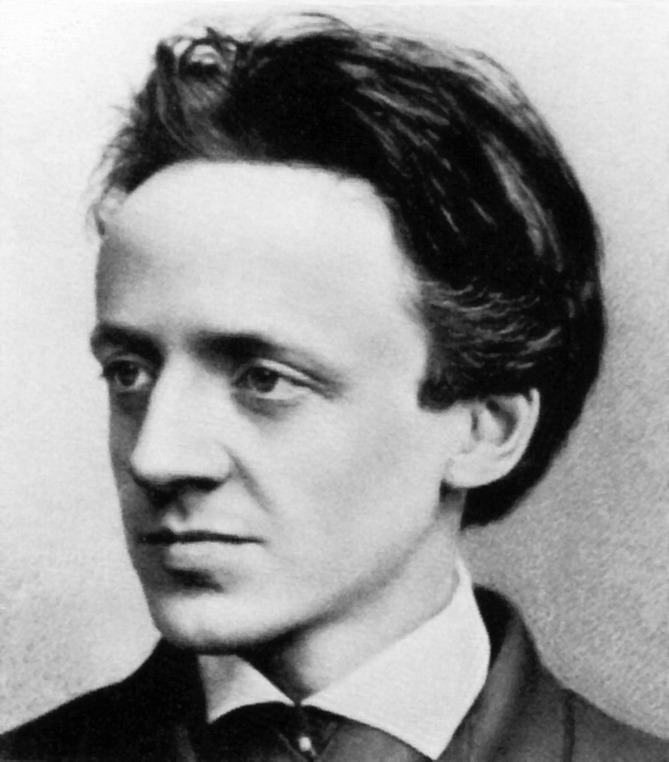
Sidney Gilchrist Thomas (1850-1885)

Sidney Gilchrist Thomas est un jeune commis dans un tribunal qui a dû interrompre ses études à la mort de son père. Il suit cependant des cours du soir de chimie inorganique pendant 7 ans et, en 1875, commence à synthétiser les recherches relatives au problème de la déphosphoration de la fonte. En 1876, convaincu qu'un revêtement réfractaire basique est la clé du problème, il envisage de construire un creuset doté de tuyères et dont le revêtement réfractaire serait facilement modifiable. Les essais avec ce convertisseur primitif demandent cependant quelques moyens et du temps. Il s'associe alors avec son cousin Percy Carlyle Gilchrist, chimiste à la Blaenavon Ironworks, qui réalise et analyse les essais.
Ces essais sont suffisamment prometteurs pour justifier, le 2 avril 1877, le dépôt d'un premier brevet,. Ce premier convertisseur, d'une capacité de 3 kg, ne leur permet cependant pas de valider avec certitude un réfractaire efficace. Un nouveau convertisseur d'une capacité de 200 kg de métal est construit au début de l'année 1878 avec le soutien de la Blaenavon Ironworks, dont le directeur, Edward Martin, est venu s'associer aux deux cousins. Ce convertisseur permet de confirmer qu'un réfractaire constitué de chaux liée avec du silicate de sodium permet de mener un affinage déphosphorant la fonte. Il permet aussi de valider l'efficacité du réfractaire, qui tient une cinquantaine de soufflages, et de constater que le phosphore n'est éliminé qu'à la fin de l'affinage.
Mais le laitier, qui absorbe le phosphore, n'est obtenu que grâce à la réaction du revêtement réfractaire qui est ainsi consommé et s'use. Thomas et Gilchrist ont alors l'idée d'enfourner dans le convertisseur le laitier nécessaire en même temps que la fonte. L'idée est pertinente car « pour que le procédé ait un intérêt technique, la consommation de réfractaire doit être évitée par un gros ajout d'additions basiques, de manière à garantir un laitier basique dès les premiers instants du soufflage ». Mais ces additions, infusibles, ne peuvent être enfournées que froides : seul un convertisseur de taille industrielle est capable de réchauffer ce laitier synthétique. En outre, ces additions, en remplissant la cornue au détriment du métal, réduisent de plus de 20 % la productivité du convertisseur.
Des essais d'enfournement de chaux, réalisés sur un convertisseur de 6 tonnes à la Dowlais Iron and Co, confirment l'efficacité de la déphosphoration mais butent encore sur la réalisation d'un revêtement réfractaire robuste,. À l'usine de Bolckow Vaughan, une production industrielle démarre le 4 avril 1879, sur un convertisseur d'une capacité de 15 tonnes. Bien que ce convertisseur soit limité à 10 tonnes d'acier Thomas à cause du volume occupé par la chaux, il est le premier équipé d'un revêtement à base de dolomie, dont le coût comme la tenue donnent entière satisfaction, s'avérant même plus économique que le revêtement acide de Bessemer.

### L'annonce de la découverte
Les succès enregistrés à la Dowlais Iron and Co décident les deux cousins à publier leur invention. Ceux-ci préparent une intervention pour le congrès de l'Iron and Steel Institute de l'automne 1878, qui se déroule à Paris. Mais leur exposé est jugé sans intérêt et sa lecture est repoussée à la session suivante. Pourtant, le problème de la déphosphoration intéresse au plus haut point la communauté des sidérurgistes. L'introduction du renommé métallurgiste Isaac Lowthian Bell, qui commence le congrès en présentant ses recherches sur la déphosphoration, suscite un débat dans lequel Thomas intervient discrètement :
« Au milieu de cette discussion, un jeune membre, apparemment le plus jeune de l'assemblée, rapporta modestement en trois phrases qu'il venait de réussir à ôter la quasi-totalité du phosphore dans le procédé Bessemer, et que plusieurs centaines d'analyses réalisées par M. Gilchrist confirmaient une diminution de 20 à 99,9 % du phosphore. Personne ne rit, ni ne félicita ce jeune homme pour cette réussite. On ne se renseigna pas plus sur sa méthode d'élimination ; cette annonce peu démonstrative ne fut même pas remarquée. Ce jeune homme, dont le nom n'était connu que de peu de gens présents là, était Sidney Gilchrist Thomas, et le procédé Thomas-Gilchrist venait d'être annoncé pour la première fois. »
— William Tulloch Jeans, The Creators of the Age of Steel
En attendant le congrès suivant, le procédé est encore perfectionné car le revêtement de chaux magnésienne essayé à la Dowlais Iron and Co a été abandonné au profit de briques de dolomie cuites avec du goudron. La rumeur se répand alors et « Middlesbrough est rapidement assiégée par les forces combinées de Belgique, France, Prusse, Autriche et d'Amérique ». Le congrès de l'Iron and Steel Institute du printemps 1879 consacre le succès des deux cousins et des maîtres de forges qui s'étaient associés à eux. Dès le mois d'août, des aciéries d'Europe continentale font part de leurs succès.

## Le procédé

### La préparation du réfractaire
La dolomie est un carbonate de calcium et de magnésium de formule chimique CaMg(CO3)2. C'est une roche carbonatée proche du calcaire (CaCO3) où la moitié du calcium est remplacée par du magnésium. Pour obtenir un matériau réfractaire cohésif et mécaniquement stable, il est mélangé avec du goudron.
À la fin du XIXe siècle, sa mise en œuvre pour la sidérurgie obéit à des critères bien déterminés : 
« La préparation de la dolomie consiste en une cuisson poussée jusqu'à l'agglomération. La cuisson est indispensable pour diminuer la tendance de la matière à absorber de nouveau au contact de l'air, de l'eau et de l'acide carbonique qui les rendraient impossible à utiliser. En allemand on dit que la dolomie est tuée par la cuisson (en France, on dit frittée) […]

La dolomie est broyée […] et mélangée à une petite proportion de goudron variant de 2 à 8 % qui permet de l'agglomérer […]. La matière ainsi préparée est employée soit à faire un pisé pour le revêtement d'un four, soit à être moulée sous forme de briques qui servent à la construction des parois d'un four.
Avant de les faire entrer dans une construction, cependant, ces briques doivent subir une nouvelle cuisson qui les débarrasse des parties volatiles du goudron ; le carbone de ce dernier reste et sert de liant aux grains de dolomie. Au commencement de la cuisson, la matière se ramollit sous l'influence de la chaleur, puis en acquiert la dureté de la pierre.

Quant au pisé et aux briques employées crues, on les cuit sur place. Il faut chauffer pendant 12 heures à la température de 300 °C des briques du poids de 25 kg. »
— A. Ledebur, Manuel théorique et pratique de la métallurgie du fer
La magnésie (MgO) est perçue à l'époque comme plus performante que la chaux (CaO)car elle absorbe moins l'eau et se fait moins attaquer par la silice inévitablement présente dans le laitier. La magnésie résiste mieux à la corrosion acide de la silice car elle est moins basique que la chaux. De plus, l'infusibilité de la magnésie (fusion à 2 800 °C contre 2 600 °C pour la chaux) garanti une meilleure tenue du réfractaire, surtout si des impuretés, comme l'oxyde de fer, sont présentes car elles se comportent toutes comme des fondants. Pratiquement, la dolomie n'est employée que si elle referme moins de 3 % d'oxyde de fer et moins de 2 % de silice.

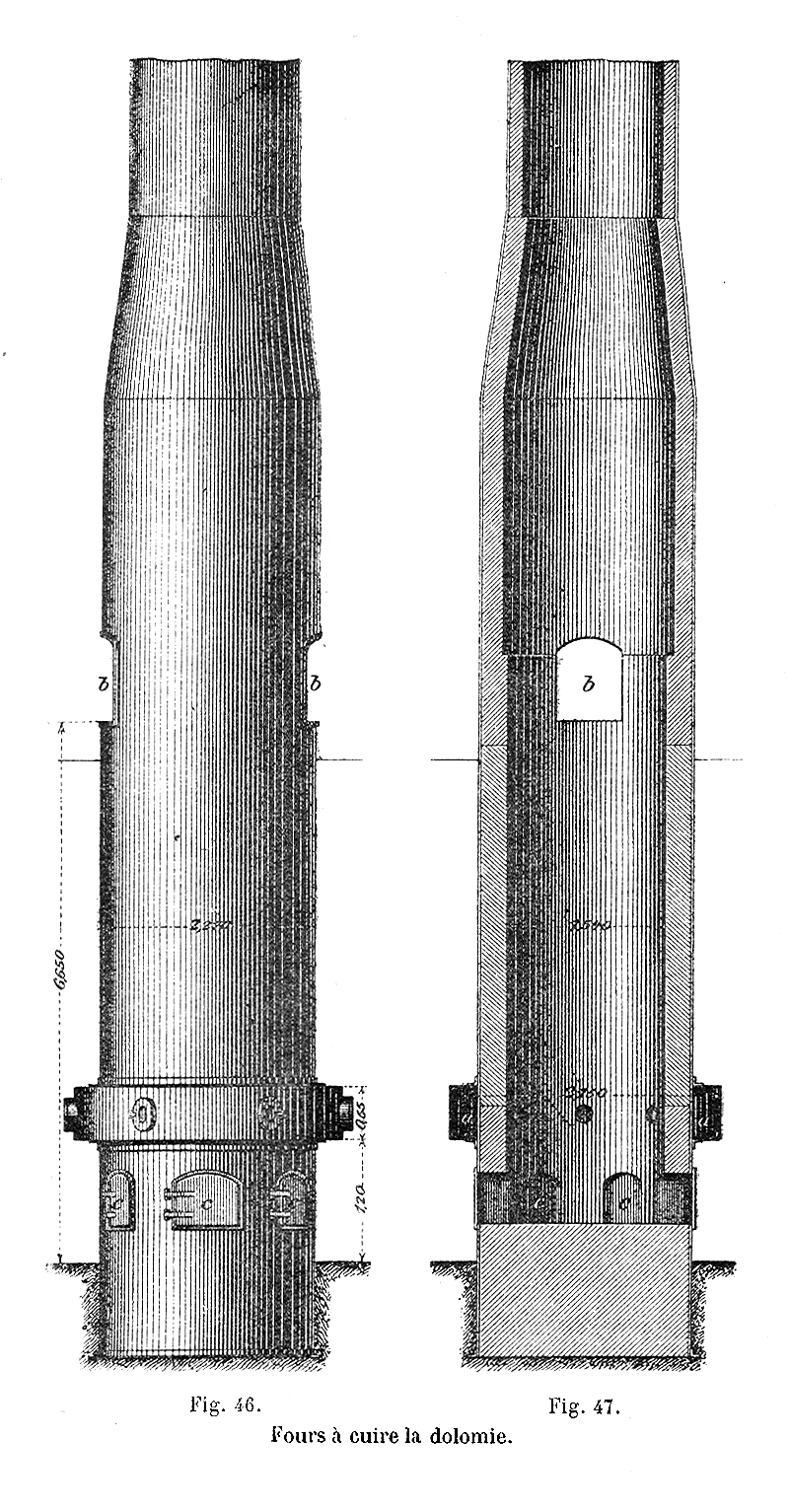
Four à cuire la dolomie en 1895.
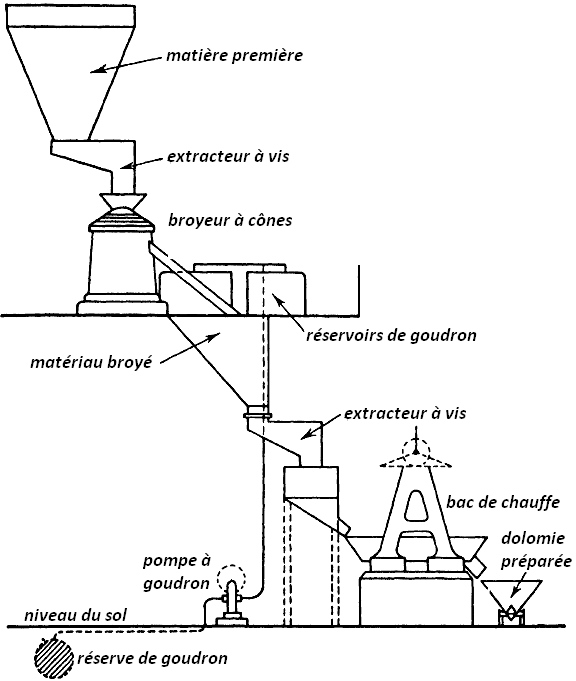
Installation de broyage de la dolomie cuite et de mélange avec du goudron.
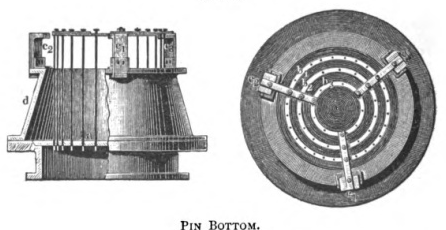
Moule pour le fond d'un convertisseur.
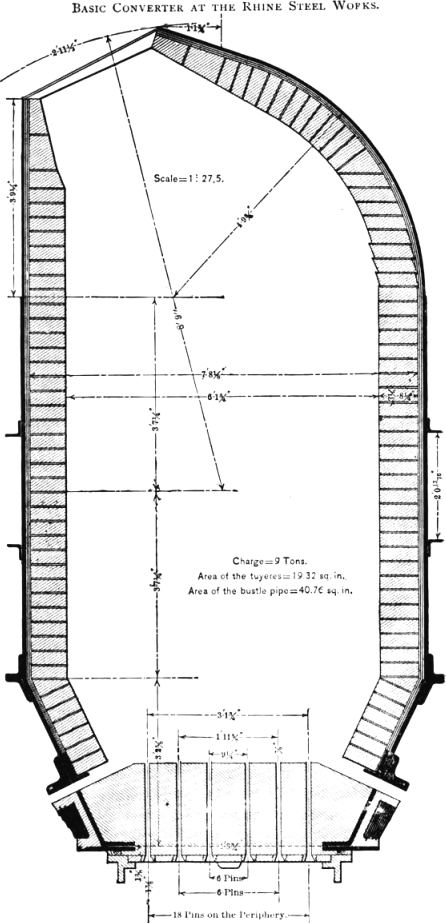
Exemple de maçonnage d'une cornue : les parois sont briquetées et le fond est réalisé en pisé.

### Déroulement d'un soufflage
Le convertisseur Thomas est très semblable à celui de Bessemer. Cependant, il doit être plus gros pour assimiler la charge de chaux. Le soufre est aussi partiellement retiré par le procédé, mais il est plus économique de désulfurer avec du manganèse que par un long sursoufflage.
- carbone (C)
- soufre (S)
- phosphore (P)
- manganèse (Mn)
- diazote (N2)
- silicium (Si)

Évolution de la charge d'un convertisseur Thomas pendant le soufflage. Graphique de la température de la charge (°C) et des concentrations (%) en fonction du temps (minutes). Alors que la température (en rouge) s'élève, la concentration des différents éléments chimiques de la charge varie, la plupart diminuant.
carbone (C)
soufre (S)
phosphore (P)
manganèse (Mn)
diazote
silicium (Si)

Les opérations de désilication et de décarburation sont semblables à celles du procédé « acide » Bessemer ; seule la cinétique des réactions change, la basicité du laitier favorisant la production de silice mais gênant celle d'oxyde de manganèse,. L'oxydation du phosphore impose quelques opérations complémentaires : on verse préalablement dans la cornue une charge de chaux vive correspondant à 12 à 15 % du poids de la fonte, puis on enfourne la fonte. Enfin, le soufflage est prolongé au-delà de la décarburation pour permettre la déphosphoration.
Pendant la déphosphoration, le phosphore oxydé migre dans le laitier. La forte élévation de la température s'explique par l'aspect exothermique de l'oxydation de cet élément. En effet, alors que la contribution thermique de la combustion du carbone, du fer et du manganèse n'est que de quelques degrés, la combustion de 1 % de silicium élève la température du bain de 300 °C et celle de 1 % de phosphore l'augmente de 183 °C. Mais au bout du compte, si le soufflage du procédé Thomas produit plus de chaleur que le procédé Bessemer, il faut tenir compte du fait qu'il faut y réchauffer une grande quantité de chaux.
Pour les sidérurgistes, il est donc essentiel de produire une fonte qui contienne un minimum de silicium, pour ne pas acidifier le laitier par la production de silice, et un maximum de phosphore, dont la combustion va garantir la réussite thermique de l'opération et la qualité du laitier. Les « fontes Thomas » contiennent donc idéalement moins de 1 % de silicium, alors que celles destinées au procédé Bessemer ont une teneur supérieure. La teneur en phosphore doit être supérieure à 2 %, ce qui exclut les fontes issues de minerais insuffisamment phosphoreux : les minerais américains, trop phosphoreux pour le procédé Bessemer acide et pas assez pour le procédé basique, entrent dans cette catégorie et ne peuvent être affinés qu'au four Martin-Siemens basique,.
La dernière étape, appelée « sursoufflage », doit être arrêtée dès que le phosphore est éliminé car elle correspond aussi au début de la combustion du fer, qui se manifeste par l'émission de fumées rousses. Or la fin de combustion du phosphore ne peut pas être identifiée par une modification du panache des fumées : seule la prise d'échantillons de métal, dont on analyse le faciès de leur fracture à froid, permet de confirmer la fin de la déphosphoration,.
Le revêtement réfractaire est performant mais l'opération le sollicite plus qu'avec le procédé Bessemer : au soufflage plus long et très exothermique au moment de la déphosphoration, il faut ajouter les basculements plus fréquents du convertisseur pour prendre un échantillon. En 1890, le fond d'un convertisseur dure en moyenne 14 soufflages, et le reste du convertisseur entre 40 et 70 soufflages.
Le phosphore ne s'éliminant qu'à la fin du soufflage, la combustion complète du carbone est donc un préalable à l'élimination du phosphore. Si l'on veut augmenter le taux de carbone de l'acier, il faut recarburer ensuite de manière contrôlée le métal en fusion. Cette recarburation doit se dérouler après la vidange du laitier pour éviter que le carbone, en réduisant l'oxyde de phosphore (P2O5), ne libère sous forme élémentaire (P) le phosphore qui repasserait alors du laitier dans le métal liquide.

### Valorisation du laitier
Avant l'invention de Thomas, l'avènement du procédé Bessemer rendait les minerais sans phosphore (hématite) incontournables. Même en Grande-Bretagne, où ceux-ci restent assez abondants, leur prix double rapidement par rapport aux minerais phosphoreux. Outre cette considération, Bell insiste, dès 1870, sur la valeur que pourraient avoir les résidus de déphosphoration :

« Rompre l'association qui lie ensemble le [phosphore au fer] peut défier les compétences de nos meilleurs scientifiques. Mais il serait bon de rappeler que la production annuelle de fonte à partir du minerai de Cleveland contient à elle seule 30 000 tonnes d'un phosphore utile à l'agriculture. S'il était utilisé comme engrais sous la forme d'acide phosphorique, il vaudrait un quart de million, sachant que la différence de prix entre la fonte de Cleveland et une fonte hématite approche 4 millions, et cela uniquement à cause de ces 250 000 £ de phosphore »

— I. L. Bell, Chemical Phenomena of Iron Smelting
L'acier obtenu par le procédé Thomas est séparé, par décantation, du laitier contenant les oxydes de phosphore. Les quantités produites sont importantes : le poids de laitier représente 25 % du métal (soit 70 % du volume étant donné sa plus faible densité). Cette scorie est utilisable comme engrais. L'acide phosphorique qui s'y trouve se présente essentiellement sous forme de phosphate tétracalcique (4CaO.P2O5) dont la majeure partie est assimilable par la végétation.
| Compositions typiques de laitiers d'affinage de fonte (en % du poids) | Compositions typiques de laitiers d'affinage de fonte (en % du poids) | Compositions typiques de laitiers d'affinage de fonte (en % du poids) | Compositions typiques de laitiers d'affinage de fonte (en % du poids) | Compositions typiques de laitiers d'affinage de fonte (en % du poids) | Compositions typiques de laitiers d'affinage de fonte (en % du poids) | Compositions typiques de laitiers d'affinage de fonte (en % du poids) | Compositions typiques de laitiers d'affinage de fonte (en % du poids) | Compositions typiques de laitiers d'affinage de fonte (en % du poids) |
| Type de laitier                                                       | FeO / Fe2O3                                                           | MnO                                                                   | SiO2                                                                  | Al2O3                                                                 | CaO                                                                   | MgO                                                                   | P2O5                                                                  | S                                                                     |
| --------------------------------------------------------------------- | --------------------------------------------------------------------- | --------------------------------------------------------------------- | --------------------------------------------------------------------- | --------------------------------------------------------------------- | --------------------------------------------------------------------- | --------------------------------------------------------------------- | --------------------------------------------------------------------- | --------------------------------------------------------------------- |
| Bessemer (non déphosphorant)                                          | 15                                                                    | 7                                                                     | 75                                                                    | 3                                                                     |                                                                       |                                                                       | 0                                                                     |                                                                       |
| Puddlage gras (peu déphosphorant)                                     | 70                                                                    | 5                                                                     | 16                                                                    | 1                                                                     | 0,7                                                                   |                                                                       | 4                                                                     | 0,3                                                                   |
| Thomas original (déphosphorant)                                       | 17                                                                    | 9                                                                     | 15                                                                    |                                                                       | 37                                                                    | 10                                                                    | 12                                                                    | 0,5                                                                   |
| Thomas amélioré (déphosphorant, optimisé pour l'agriculture)          | 10                                                                    | 3                                                                     | 7                                                                     | 2                                                                     | 52                                                                    | 5                                                                     | 20                                                                    | 0,3                                                                   |
| Convertisseur à l'oxygène OLP (déphosphorant)                         | 12                                                                    | 4                                                                     | 7                                                                     |                                                                       | 57                                                                    |                                                                       | 20                                                                    |                                                                       |

Humaniste et très préoccupé par les questions sociales, Thomas se dit « tourmenté par la question du laitier ». En 1883, le laitier issu des aciéries est encore inutilisé en Grande-Bretagne. En Allemagne, cependant, des essais d'épandage de scories, préalablement broyées, sont menés dès l'hiver 1882. Les sols allemands, sableux et acides, sont chaulés par la scorie basique, et la récolte suivante, dopée par le phosphore, s'avère excellente.
Ces résultats sont encore confidentiels. Thomas, malade, exhorte son cousin Gilchrist à se concentrer sur la valorisation des laitiers de convertisseur, allant jusqu'à pronostiquer que « quelle que puisse être risible l'idée, je suis convaincu qu'à la fin, en prenant en compte les coûts de production, l'acier sera le coproduit, et le phosphore le produit principal ».
En 1889, 700 000 tonnes de laitier riche en phosphore sont produites. Pour que ce laitier ait une valeur commerciale, sa teneur en phosphore doit être supérieure à 16 %. Beaucoup d'aciéries maximisent la teneur en phosphore en enfournant d'abord les deux tiers de la chaux nécessaire, le reste étant ajouté à la fin du soufflage, après avoir enlevé la scorie saturée en phosphore qui s'est formée jusqu'à ce moment. Une fois refroidie, un broyage fin est suffisant pour augmenter sa surface spécifique, ce qui facilite le lessivage du phosphate au contact de l'humidité du sol et permet d'assurer son assimilation par les plantes,.

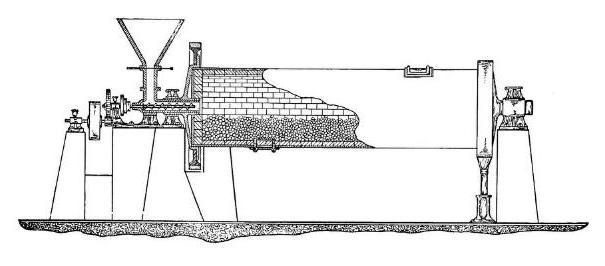
Broyeur à axe horizontal : adapté aux matériaux peu denses mais riches en blocs imbroyables, il est souvent utilisé pour le broyage du laitier.
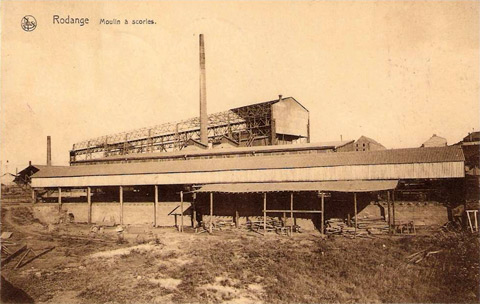
Le moulin à scories de Rodange en 1913.
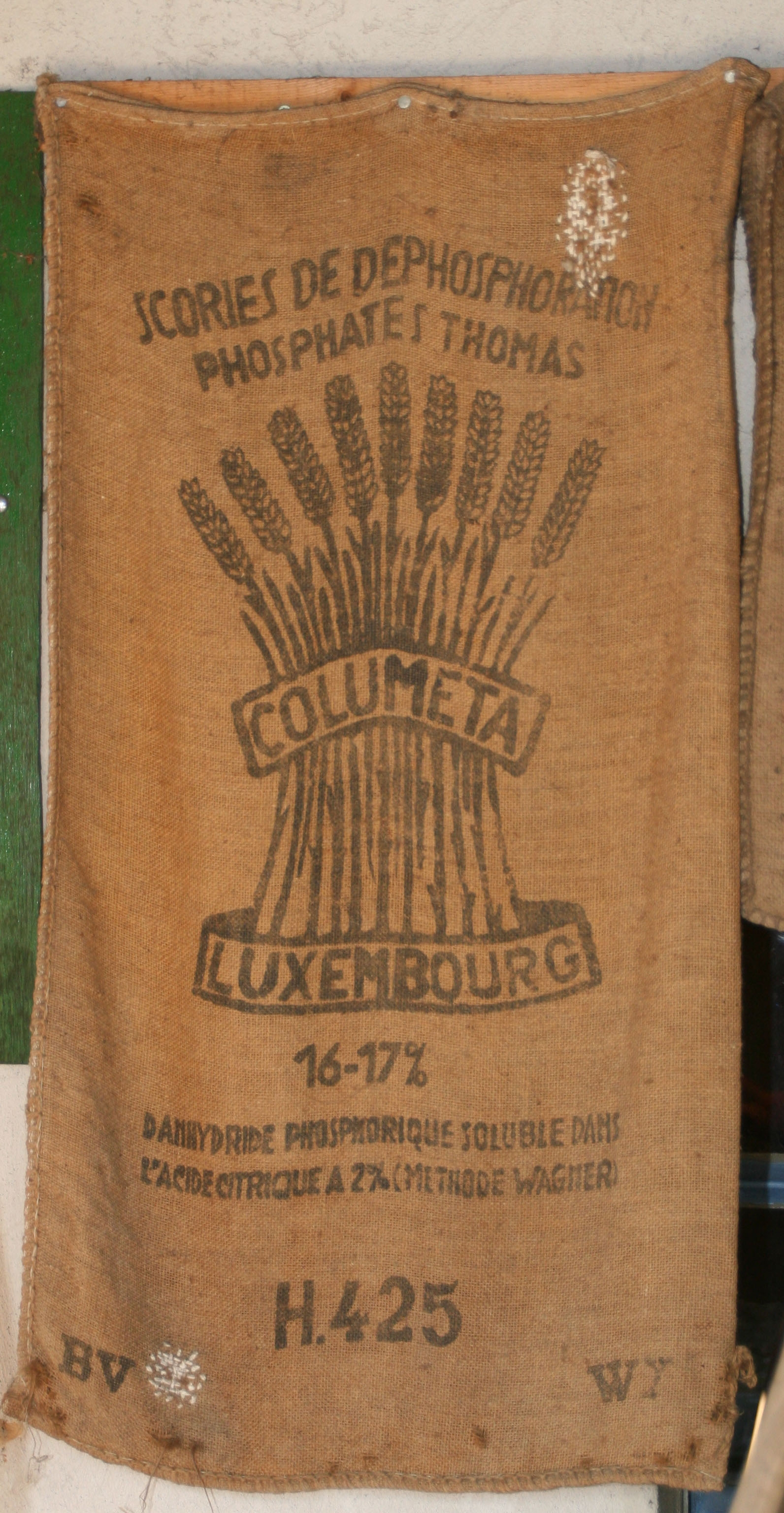
Conditionnement du laitier Thomas.

## Expansion et déclin

### Les conséquences sur l'économie

Répartition entre les procédés Bessemer et Thomas pour les principaux pays producteurs d'acier.

Dans quatre pays les plus industrialisés à l'époque (Allemagne, États-Unis, France et Grande-Bretagne), la proportion d'acier Thomas, proche de zéro en 1880, correspond à 62 % de la production Bessemer et Thomas en 1913, sachant que la production américaine connaît une croissance spectaculaire (3 380 kt en 1880 et 33 500 kt en 1913) sans utiliser le procédé Thomas.
En 1880, le Royaume-Uni produit à lui seul 1,31 Mt d'acier liquide alors que quatre autres pays européens, Allemagne, Belgique, France et Luxembourg, n'en produisent que 1,22 Mt. En 1908, à la veille de la Première Guerre mondiale, ce pays a perdu sa position dominante. En effet, le procédé permet l'utilisation intensive de la minette lorraine, riche en phosphore (d'environ 0,5 à 1 % du minerai). En particulier, la production allemande d'acier, qui profite des gisements de la Lorraine annexée et de la cartellisation des industries, représente à cette date 11,2 Mt, contre 5,3 Mt pour le Royaume-Uni, la production au four Martin atteignant alors dans chacun des deux pays environ 4 Mt.
Le nouveau procédé, qui tombe dans le domaine public en 1894, a donc complètement modifié le poids industriel des nations, notamment en Europe. Compte tenu également du niveau des investissements, c'est aussi l'essor des grandes entreprises qui sont capables d'intégration verticale et/ou de spécialisation.
À l'intérieur des pays, la production métallurgique se concentre dans certaines régions. En France, de nombreux petits centres métallurgiques ruraux qui avaient survécu à l'arrivée et aux perfectionnements des hauts fourneaux au début du XIXe siècle disparaissent au profit notamment des industries de la Lorraine non annexée. En 1869, avant la guerre franco-allemande de 1870, les deux départements de Meurthe et de Moselle produisent 1,4 % de l'acier français ; en 1913, l'acier Thomas des usines de la seule Meurthe-et-Moselle correspond à 69 % de la production nationale. Cette évolution est aussi accentuée par la très forte amélioration des moyens de transports qui permettent la livraison des produits manufacturés loin des centres de production.

### Évolutions et disparition

Part des différents procédés d'élaboration dans la production mondiale de l'acier.

Suivant le minerai utilisé, chaque maître de forges adapte le procédé : on met au point des désilications préalables, des procédures pour évaluer l'avancement de la déphosphoration pendant le sursoufflage, des réfractaires basiques alternatifs, etc. L'inconvénient majeur de l'acier Thomas est sa haute teneur en azote, qui fragilise le métal. De nombreuses études sont menées pour limiter l'apport de cet élément, qui passe dans le métal pendant le sursoufflage. L'enrichissement en oxygène du vent soufflé est notamment vite essayé pour limiter les entrées d'azote.
Outre la diminution de la teneur en azote, l'intérêt thermique d'enrichir de l'air de soufflage avec de l'oxygène est évident. L'affinage devient à la fois plus rapide et plus exothermique, ce qui permet de recycler des ferrailles avec le convertisseur (160 kg/t avec du vent enrichi à 30 % d'oxygène, contre 40 kg/t avec de l'air). L'addition d'oxygène se généralise donc dès que celui-ci devient disponible à faible coût, grâce aux procédés de liquéfaction de l'air développés par Carl von Linde et Georges Claude. En 1925, à Oberhausen, un convertisseur Thomas fonctionne avec de l'air enrichi. En 1930, la première grande installation de liquéfaction de l'air permet à la Maximilianshütte à Sulzbach-Rosenberg de généraliser l'addition d'oxygène,. Après la Seconde Guerre mondiale, le procédé est adopté plus largement en Europe de l'Ouest. Un air enrichi à 30 % d'oxygène permet de doper rapidement la production des aciéries à un moment où il faut alimenter les usines construites grâce au plan Marshall.
L'idée a cependant des limites, car souffler avec un air contenant plus de 40 % d'oxygène présente des difficultés considérables. La réaction de l'oxygène pur avec la fonte mène à des températures qui atteignent, au moment de la déphosphoration, 2 500 à 2 700 °C ; dans ces conditions, le fond d'un convertisseur est détruit en quelques heures. L'oxygène est alors dilué dans des gaz dont le craquage à haute température est endothermique. La vapeur d'eau, brevetée dès 1943 en Suède,, essayée vers 1950 en France et en Allemagne, puis adoptée dans le Pays de Galles en 1958 s'avère économique. Utilisée en fin de soufflage, elle permet de baisser la teneur finale en azote dans l'acier jusqu'à 0,001 %, tout en admettant une charge composée de 15 % de ferrailles. Ultime évolution du convertisseur Thomas, ce procédé, appelé VLN (pour Very Low Nitrogen), apparaît temporairement comme une alternative économique au procédé Martin-Siemens,, qui produit alors 80 % de l'acier mondial.
Mais la vapeur d'eau amène de l'hydrogène dans le métal, ce qui le fragilise. Le dioxyde de carbone, essayé à Domnarvet en Suède en 1947-1949, est un refroidissant moins nocif mais cher. Au même moment, le convertisseur à l'oxygène pur commence à être enfin au point, avec l'apparition du procédé LD. Finalement, c'est la mise au point de tuyères en cuivre, refroidies par une injection périphérique d'hydrocarbures dont le craquage est suffisamment endothermique pour éviter la fusion du cuivre, qui va achever l'évolution du convertisseur Thomas.
Ces nouveaux convertisseurs à l'oxygène (LWS, OBM, Q-BOP…) ont alors atteint un niveau de productivité et de complexité sans aucun rapport avec le convertisseur développé par Bessemer. Mais les contraintes métallurgiques modernes imposent une déphosphoration poussée : l'usage combiné de réfractaires basiques et de chaux est systématique dans les convertisseurs à l'oxygène, quelle que soit la fonte employée.